# Margherita Del Sesto
Margherita Del Sesto (Teano, 27 agosto 1980) è una politica italiana.

## Biografia
Margherita Del Sesto nasce a Teano nel 1980. Consegue la laurea triennale in Lingue e Letterature straniere e la Laurea Specialistica in Linguistica. Parla inglese, francese e spagnolo. Attualmente è iscritta ad un secondo corso di laurea in Scienze Politiche e delle Istituzioni Europee.
Dal 2005 è impiegata presso il Comune di Pietravairano nell'area dei Servizi Demografici. Ricopre mansioni di Ufficiale di Stato Civile e d'Anagrafe ed è funzionario incaricato per i servizi di Statistica, Leva, Elettorale ed autentica di firme.

### Attività politica
Diventa attivista del Movimento 5 Stelle nel 2014, arrivando in pochi mesi a ricoprire il ruolo di organizer del Meetup locale e producendo numerose istanze alle Istituzioni territoriali per problematiche di diversa natura.
Nel 2015, è candidata per il M5S alle elezioni per il rinnovo del Consiglio regionale della Campania, risultando la prima dei non eletti nella circoscrizione della provincia di Caserta. Negli anni successivi continua ad essere impegnata politicamente in ambito provinciale e regionale.

#### Elezione a deputato
Risultata la prima eletta in provincia di Caserta alle parlamentarie del Movimento 5 Stelle, è stata candidata come capolista nella circoscrizione Campania 2 - 02 (Provincia di Caserta). Alle elezioni politiche del 2018 è stata eletta deputato della Repubblica Italiana.
Come Deputato, dal 21 giugno 2018, fa parte della XIII Commissione (Agricoltura) e dal 28 maggio 2020 anche della VII Commissione (Cultura, Scienza e Istruzione).
Il 21 giugno 2022 abbandona il Movimento per aderire a Insieme per il futuro, a seguito della scissione guidata dal ministro Luigi Di Maio.
Il 31 ottobre 2022 viene nominata consulente onoraria al fine di curare i rapporti istituzionali con i Ministeri della Cultura e del Turismo (e con i relativi uffici periferici) del Comune di Caserta.